# Soulèvement de Nalyvaïko
Insurrections cosaques (en)
Le soulèvement de Nalyvaïko est une rébellion cosaque dirigée contre la République des Deux Nations. Menée par Severyn Nalyvaïko, elle dure de 1594 à 1596. Deuxième d'une série de soulèvements cosaques, le conflit est finalement remporté par la Couronne de Pologne. Cependant, deux années de guerre et de politique de la terre brûlée, employées par les deux camps, laissent une grande partie de l'Ukraine de la rive droite en ruines.

## Contexte
La steppe frontalière entre la Pologne-Lituanie, la Moscovie, divers États tatars (sous influence ottomane) et la mer Noire était en grande partie sous le contrôle de la République des Deux Nations, au moins depuis la chute de la Rus' de Kiev. Cependant, le contrôle d'une zone aussi vaste n'a jamais été direct et loin d'être total. Les vastes régions peu peuplées de l'actuelle Ukraine (dont le nom lui-même pourrait se traduire par « Terres frontalières ») attiraient toutes sortes de personnes, des aventuriers aux brigands, en passant par les marchands étrangers, les nobles sans terre et les serfs en fuite. Au fil du temps, une identité commune émerge, donnant naissance aux Cosaques.
La République tenta de renforcer son contrôle sur ces terres en créant le « registre cosaque », une unité restreinte, bien entraînée et bien équipée, composée de locaux, chargée principalement de missions de police et de maintien de l'ordre dans la voïvodie de Kiev, et surtout dans les « Champs sauvages ». Bien qu'au XVIe siècle, l'unité ne dépassât jamais les 1 000 hommes, elle constituait néanmoins une force redoutable dans une région dépourvue de grandes implantations humaines. De plus, contrairement aux forces déployées par les autorités centrales et fidèles à celles-ci, et non par les magnats locaux – qui alignaient souvent leurs propres armées –, les Cosaques enregistrés devaient être rémunérés de la même manière que les autres unités de l'armée permanente polono-lituanienne : les voïvodes et châtelains locaux devaient leur verser une solde une fois par an. Cependant, les salaires étaient versés irrégulièrement et la principale source de revenus des Cosaques armés demeurait les pillages contre la Sitch zaporogue, la Crimée, la Moldavie, ainsi que d'autres terres sous contrôle ottoman. La situation internationale des Cosaques et le contrôle polono-lituanien sur les vastes régions de la voïvodie de Kiev étaient encore compliqués par le fait que les dirigeants de la Moscovie et de l'Autriche (respectivement Fédor Ier et Rodolphe II) voulaient gagner le soutien des Cosaques dans leur lutte contre les Turcs.
En 1591 éclata le soulèvement dit de Kosiński. Ce qui n'était au départ qu'une querelle privée entre un noble polonais mécontent et des magnats ruthènes locaux se transforma rapidement en une guerre civile à grande échelle entre la noblesse ruthène locale et les Cosaques. Malgré des succès initiaux, les Cosaques commencèrent à perdre du terrain et furent finalement vaincus par une levée en masse menée par les Polonais lors de la Bataille de Piątek (en) (près de Jitomir). En 1593, la rébellion fut réprimée et son leader, Krzysztof Kosiński (en), tué.
Nalyvaîko, qui a d'abord servi dans des unités privées de Janusz Ostrogski (en), a pris une part active à la répression du soulèvement. Le Sejm, ou le parlement de la République des Deux Nations, a déclaré tous les Cosaques qui avaient pris part à la rébellion coupables de haute trahison, mais les a graciés peu après et ceux-ci ont été autorisés à garder leurs bateaux et leurs armes. Pendant ce temps, l'armée de la Couronne de Pologne, dirigée à l'époque par l'hetman Stanisław Żółkiewski, commence une nouvelle campagne en Moldavie et en Transylvanie pour soutenir les revendications d'Ieremia Movilă sur le trône de Moldavie.

## Le soulèvement
Nalyvaïko quitta le service polonais en 1594, organisa une unité paramilitaire de cosaques non enregistrés dans les environs de Bratslav et attaqua plusieurs villes moldaves et hongroises. Nalyvaïko mena ses hommes à travers la Galicie, la Volhynie et la Biélorussie. Ses cosaques et les paysans ukrainiens rebelles prirent les villes de Bratslav, Houssiatyn, Bar, Loutsk, Kaniv, Tcherkassy et Sloutsk, Babrouïsk et Mahiliow en Biélorussie. L'année suivante, les cosaques de Nalivaïko furent rejoints par de nombreux paysans ukrainiens en fuite et ensemble, ils s'emparèrent de la ville de Loutsk, où ses hommes massacrèrent la noblesse polonaise, le clergé catholique et les gréco-catholiques locaux. De Volhynie, les cosaques de Nalivaïko se dirigèrent (en) vers la Biélorussie, où ils pillèrent Mahiliow.
Nalivaïko proposa finalement la paix au roi polonais Sigismond III Vasa, à condition que les Polonais cèdent aux Cosaques les terres situées entre le Boug méridional et le Dniestr, au sud de Bratslav, en échange de leur service militaire et de leur loyauté envers la République des Deux Nations. Ayant refusé ces conditions, le roi rappela l'hetman Stanisław Żółkiewski de Moldavie. En 1595, Żółkiewski et l'armée royale partirent pour mettre fin à la rébellion. En réponse, Nalivaïko s'allia à l'hetman cosaque zaporogue Hryhory Loboda, mais fut contraint de se replier sur la rive gauche de l'Ukraine, même après avoir vaincu les Polonais à Bila Tserkva.
En mai 1596, le tabor cosaque fut encerclé par les forces polonaises près de la ville de Loubny. Après deux semaines de siège, des troubles éclatèrent, les Cosaques commençant à manquer de nourriture et d'eau. Loboda fut assassiné et, le 7 juillet 1596, Nalyvaïko fut remis par les Cosaques aux Polonais en échange de garanties pour leur propre vie. Mais l'accord ne fut pas respecté et les Cosaques furent attaqués par les Polonais immédiatement après la reddition de Nalyvaïko. Ce dernier fut emmené à Varsovie, où il fut torturé, écartelé et exposé au public (les histoires populaires selon lesquelles il aurait été couronné d'une couronne de fer blanc ou bouilli vivant dans un chaudron de cuivre ne sont pas vérifiées par des preuves factuelles). Après la rébellion, toutes les terres cosaques furent saisies et données aux magnats polonais. Nalyvaïko devint une légende et un héros du folklore ukrainien.